# 紡績機
紡績機（ぼうせきき、英: spinning machinery）とは、紡績に使用される機械である。

## 概要
昔から、植物の繊維や動物の毛から糸を作り、布を作るという作業が行われてきた。それら天然繊維は、採取したまま布を作れるほど長くは無く、太くも無い。そのため、人々は天然繊維を撚って（=細長くねじって）糸にした。この作業が紡績である。後に糸車を使うようになった。長い間その方法が使われてきたが、15世紀イタリアのボローニャでは、運河の水力を用いた紡績機が作られたが、その仕組みは長らく秘密とされた。18世紀になってイギリスが産業革命を迎えると、全ての工業製品が不足するようになり、糸についても簡単に大量生産する方法が模索された。
イギリスにおける綿織物の人気と自動織機の発達は綿糸の需要を拡大し、綿糸の生産性をあげる発明が相次いだ。紡績はイギリスの産業革命を飛躍させた重要な分野であった。紡績機は当初水力や蒸気機関を動力源としていたが、現在では電気を使っている。紡績機の登場によって糸の生産量は格段に増加した。

## 歴史
1764年ごろ、ジェームズ・ハーグリーブスが複数の糸を紡ぐジェニー紡績機を発明し、1人の工員が多数の糸車を一度に操作できるようになり、紡績の生産性は劇的に向上した。そして1769年、リチャード・アークライトらがジェニー紡績機よりも強い糸を作れる精紡機を開発した。この機械は手で駆動するには大きすぎたため、水車を動力源としたことから水力紡績機（水紡機）と呼ばれた。
1779年、サミュエル・クロンプトンは、ジェニー紡績機と水力紡績機を組合せ、ミュール精紡機を開発した。この機械は強い糸が作れ、しかも大量生産に向いていた。1828年（または1829年）にはリング精紡機が登場している。
1872年（明治5年）11月4日、日本で初の官営模範工場として富岡製糸場が設立された。1876年（明治9年）には日本で臥雲辰致によりガラ紡が開発され、東海地方を中心に普及した。
20世紀に入ると、ローター紡績またはオープンエンド紡績（Courtaulds、1967年）と呼ばれる新たな技法などが生まれ、1秒間に40メートル以上の糸が生産できるようになった。

## 糸車
10世紀ごろまでに糸車が考案され、12世紀にはヨーロッパ、中東、インド、中国で使われていた。糸車によって紡績の手間が軽減され、さらに紡績機の発明へと繋がっていった。

## ジェニー紡績機
ジェニー紡績機（spinning jenny）は、複数のスプールがある糸車。1764年ごろ、イングランド北西部ランカシャーのブラックバーン近郊のスタンヒルで、ジェームズ・ハーグリーブスが発明した。1人の職人が一度に8個以上のスプールを扱えるため、糸を作るのにかかる時間を劇的に短縮した。
その概念は、一方の端に木製紡錘を8個、金属フレームで固定したものから考案された。その金属フレームの梁に8個の練紡を取り付ける。練紡から糸を引き出して2本の水平な木の棒にかける。それらの棒は金属フレームの上辺に沿って動かすことができ、それによって糸を引き出すことができる。紡績工が右手で車輪を回すと全ての紡錘が回転し、糸に撚りがかかる。木の棒を戻すと、糸が紡錘に巻きつく。糸を押さえるワイヤー (faller) によって紡錘の適切な位置に糸が巻きつくようになっている。

## ミュール紡績機
ミュール紡績機はイギリスの発明家サミュエル・クロンプトンが1779年に発明した紡績機で1830年にリチャード・ロバーツが自動化することで、単純作業だけをする労働者が誕生し、社会制度を一変させることになった。

## ガラ紡
臥雲辰致により1876年に考案された紡績機。そのガラガラという騒音から、ガラ紡と呼ばれた。
第一回内国勧業博覧会（1877年）に出品、受賞。東海地方を主に浸透して農村部の機械化に貢献した。当時日本には特許制度が無かったために無許可で次々製作され、臥雲はガラ紡製作の自己資本さえ回収できない始末となってしまった。
ガラ紡などの在来技術はより近代的な機械紡績に圧迫され1887年をピークに衰退。現在では愛知県の数軒で使われているのみである。名古屋市にあるトヨタ産業技術記念館、豊橋市にある愛知大学大学記念館では動態展示されており、がらがら音を聴いたり、糸を紡ぐ様子を見たりすることができる。

## 紡績機を始め、各種の繊維機械が社会に与えた影響
紡績機や力織機等の機械が普及する前は家内制手工業が主流だったが、繊維機械の普及により工場制手工業へと遷移した。
やがて、産業革命により中産階級が台頭した。